# Luk Keng Tsuen
Luk Keng Tsuen is een dorp op het Hongkongse eiland Lantau. Het dorp ligt in Yam O en het ligt in de buurt van het onbewoonde eiland Cheung Sok dat bij laag water verbonden is met Lantau. Het dorp heeft een kleine pier. Van daar voeren veerboten naar Tsing Lung Tau in Tsuen Wan. Naastgelegen gebieden, zoals Sunny Bay Station zijn in de loop der jaren ontwikkeld. In Luk Keng Tsuen lijkt de tijd daarentegen stil gestaan te hebben.
In december 2007 vonden wat archeologen een paar veldovens die stammen uit de Tang-dynastie in het dorp. Een deel ervan werd verwoest door de Hongkongse overheid voor de bouw van een barbecuegebied.